# El inconveniente
Pour plus de détails, voir Fiche technique et Distribution.
El inconveniente est un film espagnol réalisé par Bernabé Rico, sorti en 2020.

## Synopsis
Sara trouve l'appartement idéal mais il ne pourra y emménager qu'à la mort de sa propriétaire, Lola.

## Fiche technique
- Titre : El inconveniente
- Réalisation : Bernabé Rico
- Scénario : Bernabé Rico et Juan Carlos Rubio
- Musique : Julio Awad
- Photographie : Rita Noriega
- Montage : Nacho Ruiz Capillas
- Société de production : Canal Sur Televisión, La Claqueta, Crea SGR, El Inconveniente AIE, Filmax, Radio Televisión Española, TalyCual Producciones et Tito Clint Movies
- Pays :  Espagne
- Genre : Comédie dramatique
- Durée : 94 minutes
- Dates de sortie : 
  -  Espagne : 18 décembre 2020

## Distribution
- Carlos Areces : Óscar
- Juana Acosta : Sara
- Kiti Mánver : Lola
- Daniel Muriel : Luis
- Gemma Giménez : Raquel
- Beatriz Arjona : Lucía
- Juanfra Juárez : Tomás
- Daniel Grao : Daniel

## Distinctions
- Goyas 2021 : le film a été nommé pour trois prix Goya : meilleure actrice pour Kiti Mánver, meilleure actrice dans un second rôle pour Juana Acosta et meilleur nouveau réalisateur[1].